# Grand-Croix de la Valeur
 (novembre 2023).
La Croix de la Valeur (anglais : Grand Cross of Valour) est la plus haute décoration militaire de Rhodésie, décernée pour la bravoure des membres des forces de sécurité au combat de 1970 à 1980.
C'est l'équivalent de la Croix de Victoria, qu'elle remplace, et qui était auparavant décernée aux soldats rhodésiens, avant 1965.

## Institution
Le prix est créé en 1970 par décret présidentiel, la première récompense étant décernée en 1978. La deuxième et dernière investiture a lieu en juin 1980.

## Médaille
La médaille est une croix en or 9 carats avec un cercle en émail au centre comportant une tête de lion, suspendu à une bretelle en forme de V fixée par un ruban en tissu écarlate avec une bande centrale verte bordée de blanc, bordée d'une ceinture doré entre le rouge et le blanc. Autour de la tête du lion se trouve l'inscription « For Valor / Rhodesia ». La médaille est imprimée en lettres majuscules avec le nom du destinataire au revers et est accompagnée d'une boîte d'émission, d'une médaille portable miniature et d'un certificat enluminé.

## Récompensé
Seules deux décorations de la Grand Croix de la Valeur ont été décernées. Le premier récipiendaire est le capitaine par intérim Chris F. Schulenberg GCV SCR des Selous Scouts. Après la reconnaissance de l'indépendance du pays sous le nom de Zimbabwe, en 1980, la Grand-Croix de la Valeur est décernée au major Grahame Wilson GCV SCR BCR, commandant en second du SAS rhodésien et soldat le plus décoré de Rhodésie. Les récipiendaires ont droit à des lettres post-nominales G.C.V.

## Zimbabwe
La Grand Croix de la Valeur est remplacée en octobre 1980 par la Croix d'or du Zimbabwe, décernée pour bravoure remarquable dans des conditions dangereuses, mais qui peut être décernée aussi bien aux civils qu'aux militaires.